# Abacetus feai
Abacetus feai es una especie de escarabajo terrestre de la subfamilia Pterostichinae. Fue descrito por Straneo en 1940.